# Oxychilus agostinhoi
Oxychilus agostinhoi је пуж из реда Stylommatophora и фамилије Oxychilidae. 

## Угроженост
Ова врста се сматра рањивом у погледу угрожености врсте од изумирања.

## Распрострањење
Португал (само Азори) је једино познато природно станиште врсте.

## Станиште
Врста Oxychilus agostinhoi има станиште на копну.